# San Antonio River Walk

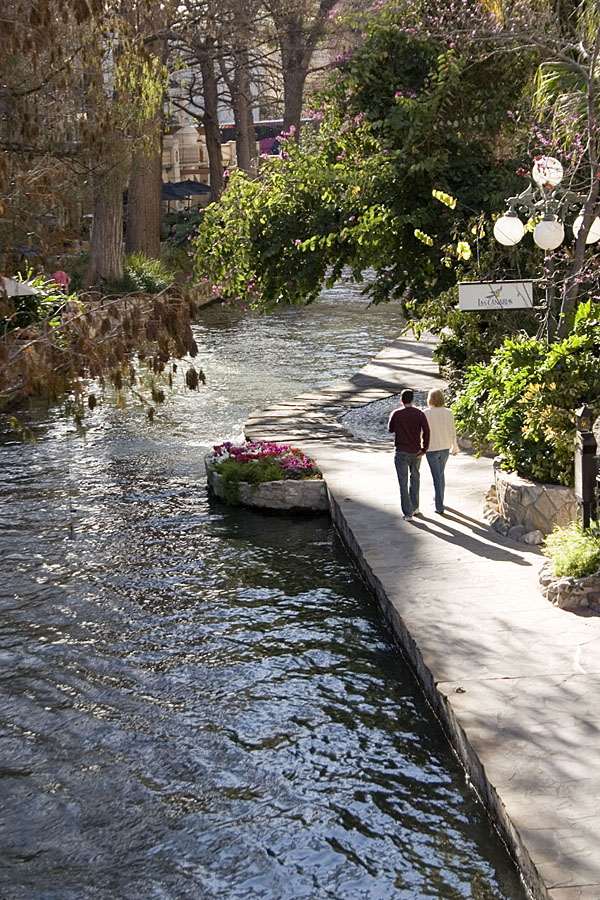
La San Antonio River Walk.

La San Antonio River Walk, également connu sous le Paseo del Río, est un réseau de sentiers pédestres le long des rives de la San Antonio River, dans le centre-ville de San Antonio au Texas, aux États-Unis. Attraction touristique à part entière de la ville, de nombreux bars, boutiques et restaurants s'y trouvent.

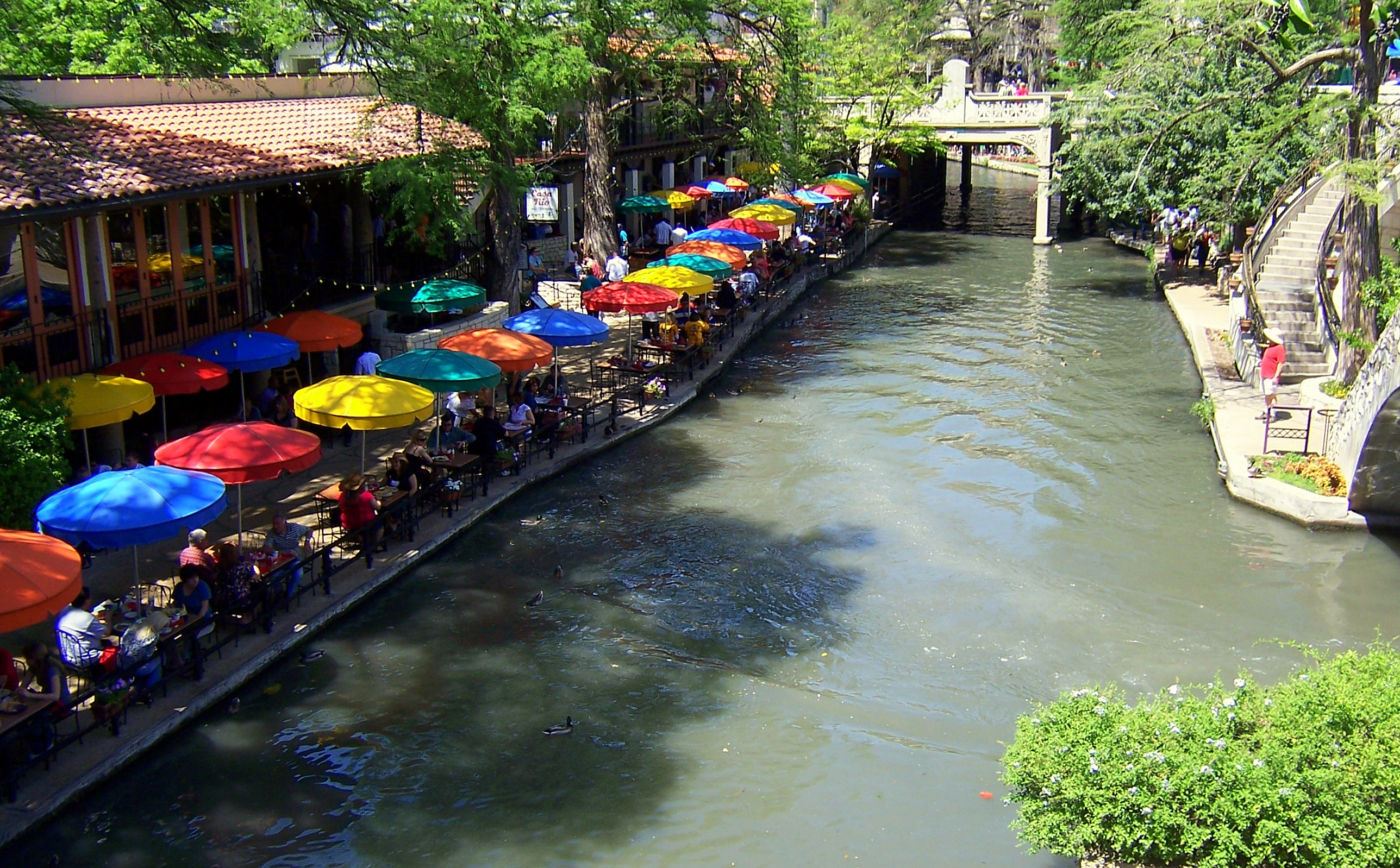
Le restaurant Casa Rio.